# مرلند سیتی (مریلند)
مرلند سیتی (به انگلیسی: Maryland City) شهری در ایالت مریلند کشور ایالات متحده آمریکا است که جمعیت آن در سرشماری سال ۲۰۱۰ میلادی، ۱۶٬۰۹۳ نفر بوده‌است.